# La llista de Schindler
La llista de Schindler (títol original en anglès: Schindler's List) és una pel·lícula del 1993 basada en el llibre Schindler's Ark de Thomas Keneally. Va ser dirigida per Steven Spielberg i interpretada, entre d'altres, per Liam Neeson i Ben Kingsley. La pel·lícula va ser guardonada amb 7 Oscar, entre ells el de millor director. La pel·lícula es va doblar al català.

## Argument

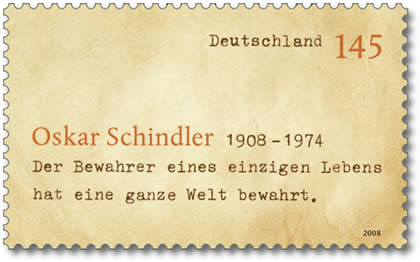
Qui salva una sola vida, salva el món sencer

La pel·lícula descriu la història verdadera d'un  Just entre les nacions, Oskar Schindler, un industrial alemany, membre del partit nazi, que aconsegueix salvar prop de 1.200 jueus de la mort en el camp de concentració de Płaszów, sense ocultar però els defectes d'un personatge una mica ambigu i intentant treure un benefici material de la situació.
No pensant al principi més que en el seu benefici, utilitzant una mà d'obra jueva barata a la seva fàbrica, Oskar Schindler no s'adonarà veritablement de l'horror i la bogeria nazi fins que assisteix a la liquidació del Gueto de Cracòvia pel comandant de les SS Amon Göth, i particularment veient una petita noia amb un abric vermell perduda en la massacre. Des de llavors, intentarà, ajudat del seu comptable Itzhak Stern, salvar el màxim possible de vides.
Mentre que el camp dirigit per Amon Göth rep l'ordre de tancar i que milers de jueus han de ser transferit llavors a Auschwitz, Schindler decideix comprar 1.200 aquests homes per «protegir-los» tot contractant-los a la nova fàbrica d'armes que ha obert. Redacta llavors la llista que conté els noms dels qui seran salvats. En aquesta fàbrica prohibeix als guardians tota malifeta sobre els empleats i acabarà fins i tot sabotejant la seva pròpia mercaderia.
Alguns mesos més tard, la guerra s'acaba. Oskar Schindler i la seva dona deixen el país perseguits com a criminals de guerra pels aliats, però no sense haver dit abans adéu als 1.200 jueus que ha salvat i d'haver rebut d'aquests un anell portant la màxima: «Qui salva una sola vida, salva el món sencer».

## Repartiment
- Liam Neeson: Oskar Schindler
- Ben Kingsley: Itzhak Stern
- Ralph Fiennes: Amon Göth
- Caroline Goodall: Emilie Schindler
- Jonathan Sagall: Poldek Pfefferberg
- Embeth Davidtz: Helen Hirsch
- Malgoscha Gebel: Victoria Klonowska
- Shmulik Levy: Wilek Chilowicz
- Mark Ivanir: Marcel Goldberg
- Béatrice Macola: Ingrid
- Andrzej Seweryn: Julian Scherner
- Friedrich von Thun: Rolf Czurda
- Krzysztof Luft: Herman Toffel
- Harry Nehring: Leo John
- Norbert Weisser: Albert Hujar
- Elina Lowensohn: Diana Reiter
- Leopold Kozłowski: un investigador

## Sobre la pel·lícula

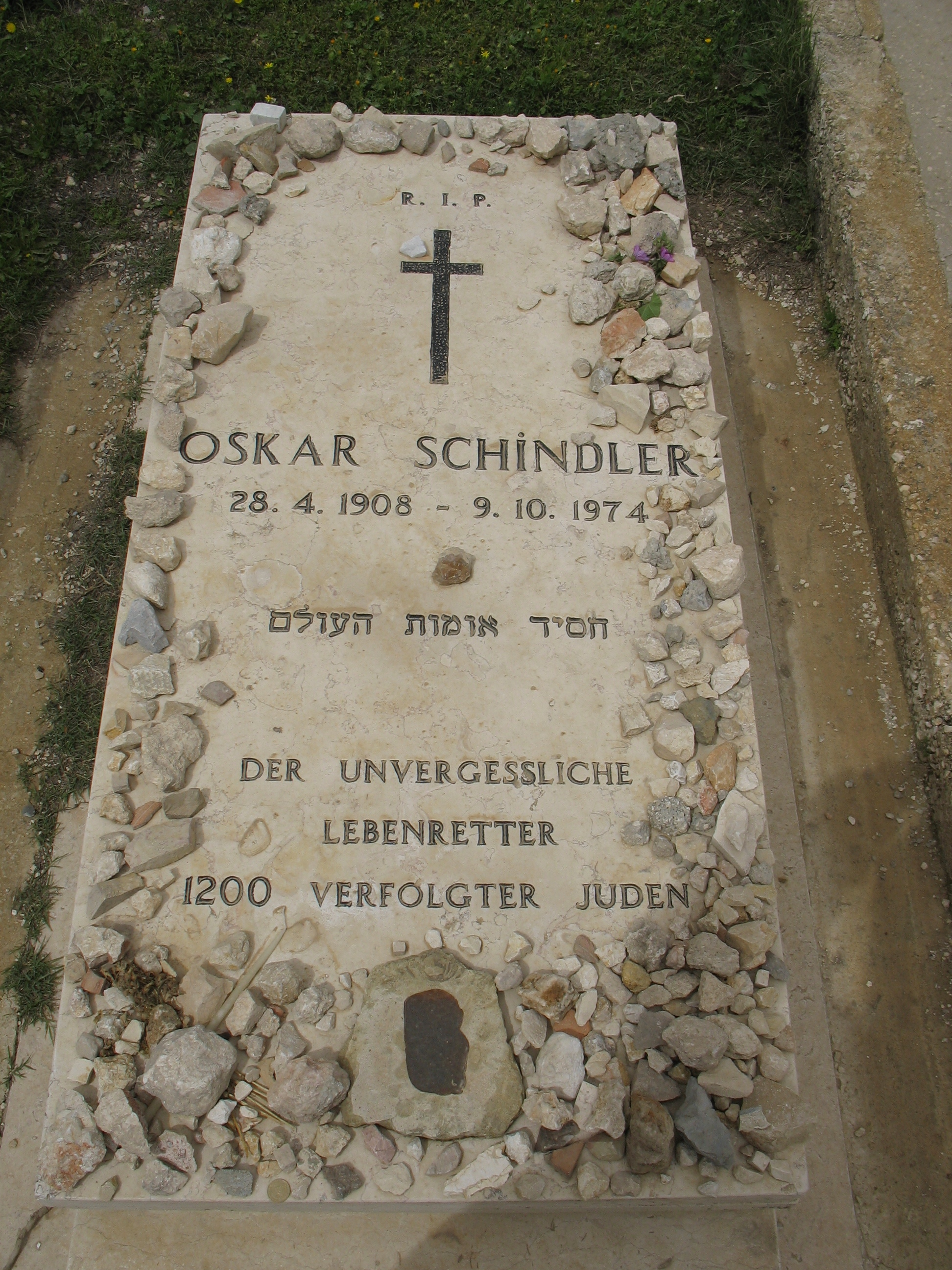
La tomba d'Oskar Schindler és situada en el cementiri cristià al Mont Sió a Jerusalem (Israel).

- La pel·lícula va ser rodada entre març i maig del 1993 al barri de Kazimierz a Cracòvia. Steven Spielberg no va aconseguir el permís de rodar al camp d'Auschwitz. Les escenes del camp de la mort han estat rodades fora de les portes, sobre un plató.
- Steven Spielberg no va demanar cap salari per fer aquesta pel·lícula. Per a ell, aquest salari haurien estat els «diners de la sang».
- Steven Spielberg va adquirir de seguida els drets del llibre després de la seva aparició a començaments dels anys 1980.
- En els anys 1980, la pel·lícula va ser proposada a Martin Scorsese, però aquest va refusar, ja que pensava que només un realitzador jueu en seria capaç. El projecte va ser llavors proposat a Roman Polanski que va refusar també, trobant la història massa prop de la seva.
- La pel·lícula és rodada en blanc i negre, excepte sis escenes: una al començament mostrant la cerimònia jueva del sàbat, tres centrades en l'abric vermell d'una petita noia jueva, una centrada en les flames de les espelmes enceses per al sàbat a la fàbrica d'armament i l'escena final rodada sobre la tomba d'Oskar Schindler.
- La Llista de Schindler  es troba en el Top 100 de l'American Film Institute a la novena posició. És igualment sisè en la classificació de les millors pel·lícules de tots els temps al lloc de referència IMDB amb una nota de 8,9/10.
- Oscar Schindler  & Amon Göth  són en l'AFI's 100 Years... 100 Heroes and Villains del cinema.
- En resposta a aquesta pel·lícula Stanley Kubrick va refusar de fer el seu Aryan Paper , pensant que era inútil «enfonsar portes obertes».
- La pel·lícula va ser un gran èxit mundial, suposant uns ingressos de 321 milions de dòlars USA per a un pressupost de 22 milions.

## Premis i nominacions
| Any  | Premi       | Categoria                      | Persones                                                                                                | Resultat   |
| ---- | ----------- | ------------------------------ | --- | ---------- |
| 1994 | Oscars      | Millor pel·lícula              | | Guanyadora |
| 1994 | Oscars      | Millor director                | Steven Spielberg                                                                                        | Guanyador  |
| 1994 | Oscars      | Millor actor                   | Liam Neeson                                                                                             | Nominat    |
| 1994 | Oscars      | Millor actor secundari         | Ralph Fiennes                                                                                           | Nominat    |
| 1994 | Oscars      | Millor guió adaptat            | Steven Zaillian                                                                                         | Guanyador  |
| 1994 | Oscars      | Millor fotografia              | Janusz Kaminski                                                                                         | Guanyador  |
| 1994 | Oscars      | Millor banda sonora            | John Williams                                                                                           | Guanyador  |
| 1994 | Oscars      | Millor direcció artística      | Allan Starski Ewa Braun                                                                                 | Guanyadors |
| 1994 | Oscars      | Millor vestuari                | Anna B. Sheppard                                                                                        | Nominada   |
| 1994 | Oscars      | Millor muntatge                | Michael Khan                                                                                            | Guanyador  |
| 1994 | Oscars      | Millor maquillatge             | Christina Smith Matthew W. Mungle Judith A. Cory                                                        | Nominats   |
| 1994 | Oscars      | Millor so                      | Andy Nelson Steve Pederson Scott Millan Ron Judkins                                                     | Nominats   |
| 1994 | Globus d'Or | Millor pel·lícula dramàtica    | | Guanyadora |
| 1994 | Globus d'Or | Millor director                | Steven Spielberg                                                                                        | Guanyador  |
| 1994 | Globus d'Or | Millor actor dramàtic          | Liam Neeson                                                                                             | Nominat    |
| 1994 | Globus d'Or | Millor actor secundari         | Ralph Fiennes                                                                                           | Nominat    |
| 1994 | Globus d'Or | Millor guió                    | Steven Zaillian                                                                                         | Guanyador  |
| 1994 | Globus d'Or | Millor banda sonora original   | John Williams                                                                                           | Nominat    |
| 1994 | BAFTA       | Millor pel·lícula              | | Guanyadora |
| 1994 | BAFTA       | Millor direcció                | Steven Spielberg                                                                                        | Guanyador  |
| 1994 | BAFTA       | Millor actor                   | Liam Neeson                                                                                             | Nominat    |
| 1994 | BAFTA       | Millor actor secundari         | Ralph Fiennes                                                                                           | Guanyador  |
| 1994 | BAFTA       | Millor actor secundari         | Ben Kingsley                                                                                            | Nominat    |
| 1994 | BAFTA       | Millor guió adaptat            | Steven Zaillian                                                                                         | Guanyador  |
| 1994 | BAFTA       | Millor música                  | John Williams                                                                                           | Guanyador  |
| 1994 | BAFTA       | Millor fotografia              | Janusz Kaminski                                                                                         | Guanyador  |
| 1994 | BAFTA       | Millor direcció artística      | Allan Starski                                                                                           | Nominat    |
| 1994 | BAFTA       | Millor muntatge                | Michael Khan                                                                                            | Guanyador  |
| 1994 | BAFTA       | Millor vestuari                | Anna B. Sheppard                                                                                        | Nominada   |
| 1994 | BAFTA       | Millor maquillatge             | Christina Smith Matthew W. Mungle Pauline Heys Waldemar Pokromski                                       | Nominats   |
| 1994 | BAFTA       | Millor so                      | Charles L. Campbell Louis L. Edemann Robert Jackson Ron Judkins Andy Nelson Steve Pederson Scott Millan | Nominats   |
| 1995 | Grammy      | Millor composició instrumental | John Williams                                                                                           | Guanyador  |
| 1995 | César       | Millor pel·lícula estrangera   | | Nominada   |